# سالروز تاسیس شرکت
در بازاریابی، سالگردتاسیس شرکت (به انگلیسی: Corporate anniversary)، جشنی است برای ادامه حیات یک شرکت پس از چند سال خاص. این جشن یک رویداد رسانه ای است که می تواند به یک شرکت کمک کند تا به اهداف بازاریابی متنوعی دست یابد، مانند ارتقای هویت شرکتی، تقویت روحیه کارکنان، ایجاد اعتماد بیشتر سرمایه گذاران، و تشویق فروش. به عنوان یک فرصت روابط عمومی،  راهی برای یک شرکت جهت تبلیغ دستاوردهای گذشته  و در عین حال تقویت روابط با کارکنان، مشتریان و سرمایه گذاران است. مدت زمان خود جشن می تواند به طور قابل توجهی متفاوت باشد، از یک ساعت یا روز تا فعالیت هایی که در طول سال اتفاق می افتد. بسیاری از کسب و کارها از سالگرد برای ابراز قدردانی از موفقیت گذشته استفاده می کنند.به طور کلی، شرکت های بزرگتر ابزاری برای برگزاری جشن های مفصل تر دارند.

## مشخصات
بازاریابان متغیرهای مربوط به سالگرد را برای دستیابی به اهداف تبلیغاتی خاص انتخاب می کنند. در حالی که مدت زمان جشن گرفته شده توسط یک سالگرد اغلب بر پنج تقسیم می شود، مانند سالگرد 10، 15، 30،  50، یا 80،  هیچ قانون سخت و سریعی وجود ندارد. برای مثال، گوگل سیزدهمین سالگرد خود را با یک "doodle" ویژه برای صفحه جستجوی اصلی خود جشن گرفت که تصویری رنگارنگ از "کیک، هدایا و بادکنک ها" را نشان می داد. طبق یک دیدگاه، سن شرکت مهم نیست . یک سالگرد نه تنها می تواند یادآور سال تاسیس یک شرکت باشد، بلکه معرفی یک موفقیت شرکت، یک ادغام، یک حق ثبت اختراع،  یا برخی نقطه عطف دیگر است. طیف گسترده ای از ترفندها و جذابیت های بازاریابی وجود دارد که می توانند جشن سالگرد را همراهی کنند: قرعه کشی،  مسابقات،نامه های تشکر، نسخه های ویژه محصول، مهمانی ها،  نمایش های تولد در وب سایت ها،  هدایا، معرفی محصولات جدید،  شیرین کاری های تبلیغاتی، حمایت های مالی، آتش بازی، اجرای موسیقی زنده،  بسته بندی های یادبود،  حلقه های سالگرد، تبلیغات،  علائم در فروشگاه‌های خرده‌فروشی،  کمک‌های مالی، کمک هزینه‌های تحصیلی، کاهش یا تخفیف‌های موقت قیمت،  بازتاب در مورد دستاوردهای گذشته،کمپین‌های تبلیغاتی ویژه،  آرم‌های جدید، و غیره .

## برنامه ریزی
برنامه ریزی یک سالگرد می تواند سال ها طول بکشد. در برخی موارد، مشاوران بازاریابی ویژه و برنامه ریزان رویداد برای هماهنگی این تلاش ها استخدام شده اند. شرکت‌های بزرگ معمولاً با آژانس تبلیغاتی شرکت خود و همچنین بخش‌های بازاریابی و فروش خود برای برنامه‌ریزی کمپین‌های گاهی مفصل، اغلب با موضوع خاصی برای مناسبت، همکاری نزدیک دارند. به عنوان مثال، استارباکس چهلمین سالگرد خود را با طراحی مجدد لوگو و کمپین رسانه ای جشن گرفت. کارخانه آبجوسازی گینس 250مین سالگرد خود را با یک تلاش تبلیغاتی جهانی جشن گرفت..در سال 1972، مجله تایم پنجاهمین سالگرد خود را با رویدادهایی در طول سال جشن گرفت:

## منبع
مشارکت‌کنندگان ویکی‌پدیا. «Corporate anniversary». در دانشنامهٔ ویکی‌پدیای انگلیسی، بازبینی‌شده در ۱۱ نوامبر ۲۰۲۱.
1. ↑  «5 lessons from IBM's 100th anniversary - Fortune Tech». web.archive.org. ۲۰۱۳-۰۱-۲۲. بایگانی‌شده از اصلی در ۲۲ ژانویه ۲۰۱۳. دریافت‌شده در ۲۰۲۱-۱۱-۱۳.
2. ↑  «Archives». Los Angeles Times (به انگلیسی). دریافت‌شده در ۲۰۲۱-۱۱-۱۳.
3. ↑  "Lucy Barrett on Virgin Atlantic's anniversary advertising". the Guardian (به انگلیسی). 2009-01-19. Retrieved 2021-11-13.